# Barcza József (pedagógus)
Barcza József (Debrecen, 1871. október 10. – Debrecen, 1921. december 31.) tanár, helyettes igazgató.

## Munkássága
Középiskolába a debreceni református főgimnáziumba járt. Egyetemi tanulmányait a budapesti tudományegyetemen végezte. Mint a latin és magyar nyelv tanára, 1897. január 1-től 1915. augusztus 15-ig a kisújszállási református főgimnáziumnál működött, 1915-től kezdve pedig a debreceni református főgimnázium tanára volt.

## Művei
- Versek. Kisújszállás, 1900.
- Attikai éjszakák : 1-2. Írta Aulus Gellius. Budapest, 1905.
- ErköIcsi levelek : 1-2. Írta L. A. Seneca. Budapest, 1906.
- Obscurus emberek levelei : epistolae obcurorum virorum. Kisújszállás, 1914.
- Az Országos Református Tanáregyesület Évkönyve az 1920-21-ik években. Debrecen, 1921.
- Tanulmányai és műfordításai
  - Csokonai és Pope == Debreczeni ellenőr. - 1894. 164. sz. 7.
  - A 'Metamorphosis Transylvaniae' mondattana (magyar nyelven) (pdf). EPA, 1895 (Hozzáférés: 2023. április 1.) == Magyar nyelvőr. - 1895. (24. köt.) 8. füz. 355-361., 9. füz. 404-410., 10. füz. 455-460., 12. füz. 562-566.
  - Néhány szó és szólásmód a debreczeni diáknyelvből == Tanulók lapja. - 1895. 2. 190. 202-203.
  - Debreceni diák-szók és szólásmódok (magyar nyelven) (pdf). EPA, 1896 (Hozzáférés: 2023. április 1.) == Magyar nyelvőr. - 1896. (25. köt.) 10. füz. 454-457., 11. füz.  503-505.
  - Debreceni diák-szók és szólásmódok == Tanulók lapja. - 1896. 3. 727, 730.
  - Bakáéknál (magyar nyelven) (pdf). EPA, 1897 (Hozzáférés: 2023. április 1.) == Magyar nyelvőr. - 1897. (26. köt.) 7. füz. 323-325.
  - Dóczi Imre == Emlékkönyv Dóczi Imre tanügyi közszolgálatának negyven esztendős jubileumára. Debrecen, 1917.